# باشگاه فوتبال سان فرانسیسکو
باشگاه فوتبال سان فرانسیسکو یک تیم فوتبال حرفه‌ای واقع در لا چوررا، پاناما است که در لیگ فوتبال پاناما بازی می‌کند. از سال ۱۹۸۸، زمانی که اولین لیگ حرفه‌ای پاناما برگزار شد، این تیم هر ساله جزو مدعیان فوتبال پاناما بود. این باشگاه بازی‌های خود را در استادیو آگوستین سانچز انجام می‌دهد.
سان فرانسیسکو ۹ قهرمانی لیگ پاناما را به دست آورده است این باشگاه همچنین از سال ۹ بار دوم شده است.

## تاریخچه

### لا پریویسورا
این باشگاه در سپتامبر ۱۹۷۱ تأسیس شد و شروع به بازی در لیگ منطقه‌ای لا چوررا کرد. در آن زمان، این باشگاه با نام دپورتیوو لا پریوویسورا شناخته می‌شد. از آن زمان تاکنون به طور مداوم فعالیت می‌کند. به عنوان یکی از مدعیان اولیه در اولین لیگ حرفه‌ای پاناما، این باشگاه در دو فصل اول مسابقات با شکست دادن تیم‌های پلازا آمادور و تائورو به ترتیب، عنوان قهرمانی را بدست آورد.

### سان فرانسیسکو
نام فعلی باشگاه از قدیس حامی منطقه لا چوررا، سان فرانسیسکو دو پائولا گرفته شده است. این باشگاه بهترین باشگاه حمایت شده در ال‌پی‌اف در سال ۲۰۱۱ بود، با میانگین حضور ۷۶۵ نفر در مسابقات خود.

## افتخارات
- لیگ فوتبال پاناما: ۹ قهرمانی
- جام حذفی پاناما: ۱ قهرمانی